# Allan Wells
Allan Wipper Wells (ur. 3 maja 1952 w Edynburgu) – szkocki lekkoatleta, sprinter, mistrz i wicemistrz olimpijski.

## Przebieg kariery
Na igrzyskach Wspólnoty Narodów reprezentował Szkocję, a na innych imprezach międzynarodowych Wielką Brytanię.
Pierwotnie specjalizował się w skoku w dal i trójskoku, ale od połowy lat 70. skoncentrował się na sprincie. Dopiero jednak w 1976 zszedł poniżej bariery 11 sekund w biegu na 100 metrów.
Pierwsze sukcesy międzynarodowe przyszły w 1978, kiedy to Wells pobił rekord Wielkiej Brytanii na 100 metrów wynikiem 10,15 s. Na igrzyskach Wspólnoty Narodów w Edmonton wygrał bieg na 200 metrów (poprawiając w przedbiegach rekord W. Brytanii na 20,61 s) oraz był członkiem zwycięskiej sztafety 4 × 100 metrów, a na 100 metrów zdobył srebrny medal, przegrywając jedynie z Donem Quarrie z Jamajki. Zajął 6. miejsca w finale biegu na 100 metrów i w sztafecie 4 × 100 metrów na mistrzostwach Europy w Pradze. W 1979 zwyciężył na 200 metrów w finale Pucharu Europy w Turynie przed rekordzistą świata Pietro Menneą, a na 100 metrów zajął 3. miejsce.
Na igrzyskach olimpijskich w 1980 w Moskwie Wells startował w trzech konkurencjach, za każdym razem dochodząc do finału. Na 100 m ustanowił w ćwierćfinale kolejny rekord W. Brytanii 10,11 s. W finale zwyciężył w czasie 10,25 s przed faworytem Kubańczykiem Silvio Leonardem (ten sam czas). W biegu na 200 metrów zdobył srebrny medal (za Pietro Menneą, a przed Donem Quarrie), a w sztafecie 4 × 100 metrów zajął 4. miejsce.
Wells wygrał bieg na 100 m podczas Pucharu Europy w Zagrzebiu w 1981, a na 200 m był drugi. W zawodach Pucharu Świata w 1981 w Rzymie zajął takie same miejsca. Zwyciężył na 100 metrów i na 200 metrów na igrzyskach Wspólnoty Narodów w 1982 w Brisbane (na 200 m wspólnie z Anglikiem Michaelem McFarlane), a w sztafecie 4 × 100 metrów zajął wraz z kolegami 3. miejsce. Po raz kolejny odniósł zwycięstwo w finale Pucharu Europy w 1983 w Londynie, tym razem na 200 m (na 100 m był drugi). Na mistrzostwach świata w 1983 w Helsinkach był czwarty w finale zarówno na 100 m, jak i na 200 m.
Wystąpił na igrzyskach olimpijskich w 1984 w Los Angeles. Na 100 m odpadł w półfinale, a sztafeta 4 × 100 metrów z jego udziałem zajęła 7. miejsce w finale. Startował na mistrzostwach Europy w 1986 w Stuttgarcie, gdzie był piąty w finałach 100 m i 200 m.
Był mistrzem Wielkiej Brytanii (AAA) w biegu na 100 metrów w 1980, wicemistrzem na tym dystansie w 1976 i 1983 oraz brązowym medalistą w 1987, a także halowym mistrzem w biegu na 60 metrów w 1977. Był również mistrzem UK Championships w biegach na 100 metrów i na 200 metrów w 1978 oraz wicemistrzem w biegu na 100 metrów i brązowym medalistą w biegu na 200 metrów w 1977.
Wielokrotnie poprawiał rekordy Wielkiej Brytanii w biegu na 100 metrów (do wspomnianego wyżej czasu 10,11 s uzyskanego 24 lipca 1980 w Moskwie) i w biegu na 200 metrów (do wyniku 20,21 s osiągniętego 28 lipca 1980 w Moskwie), a także trzykrotnie w sztafecie 4 × 100 metrów (do czasu 38,62 s uzyskanego 21 sierpnia 1980 w Moskwie).

## Rekordy życiowe
źródło:
- 100 m – 10,11 s. (1980)
- 200 m – 20,21 s. (1980)
- skok w dal – 7,32 m (1972)